# Christoph Danne

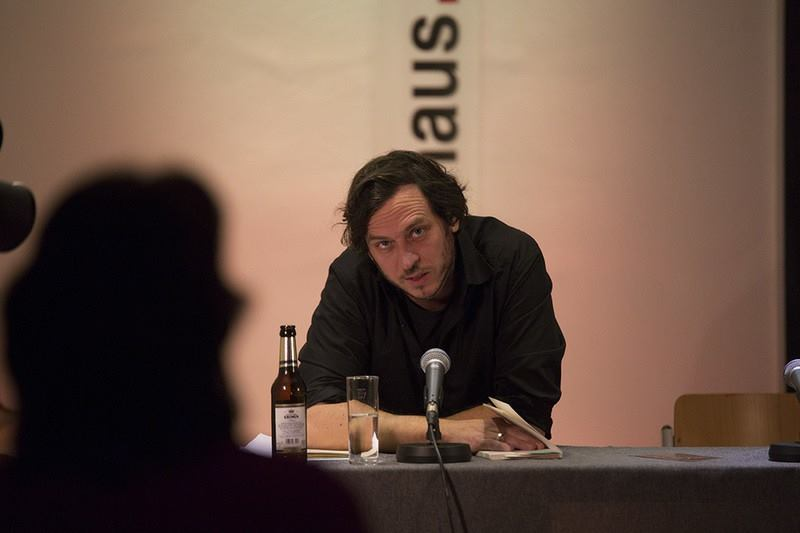
Christoph Danne (2015)

Christoph Danne (* 9. Oktober 1976 in Bonn) ist ein deutscher Schriftsteller, Herausgeber und Verleger.

## Leben
Nach dem Abitur am Albert-Einstein-Gymnasium in Sankt Augustin und anschließendem Zivildienst studierte Danne Deutsche Literatur und Sprache sowie neuere und angloamerikanische Geschichte in Bonn, Berlin, Salamanca und Köln. Den akademischen Grad des Magisters erhielt er 2007 bei Hans Esselborn mit Arbeiten zu Georg Trakl, Anna Seghers sowie zu Aspekten der Popliteratur.
Seit 2001 publiziert Danne als Lyriker in Literaturzeitschriften und Magazinen wie der Federwelt, [SIC], Asphaltspuren, Der Dreischneuß oder Ostragehege. Er ist außerdem in zahlreichen Lyrik-Anthologien vertreten.
2009 war Danne Mitgründer des tauland-Verlags mit Schwerpunkt auf Gegenwartsprosa und Lyrik. Er war bzw. ist Initiator und Veranstalter der literarischen Lesereihe gegenlichtlesen (2012–2020) und des Lyrikabends HELLOPOETRY!
2014 war Danne Preisträger im Lyrikwettbewerb postpoetry, 2016 wurde er eingeladen zur Vorrunden-Lesung beim Lyrikpreis München. 2017 war er Gast des von José F. A. Oliver kuratierten Literaturfestivals Hausacher Leselenz. Danne kuratiert seit 2017 gemeinsam mit dem Literaturhaus Köln und dem ELIF Verlag das interdisziplinäre Lyrikfestival Satelliten, unter anderem mit Auftritten von Ron Winkler, Christoph Wenzel, Nora Gomringer, Marcel Beyer und Swantje Lichtenstein, zudem initiiert er zweimal jährlich gemeinsam mit der Buchhandlung Klaus Bittner das Poesiefest Anderland, bislang waren u. a. Jenny Erpenbeck, Raoul Schrott, Steffen Popp und Monika Rinck zu Gast. 2020 war Danne in der Jury für die Literaturpreise der Hotlist. Er ist Mitglied im PEN Berlin, der Kölner Literaturszene e.V. und im Netzwerk Lyrik.
Danne lebt als Buchhändler in Köln.

## Auszeichnungen
- 2024/25: Stipendium der Kunststiftung NRW
- 2019: Arbeitsstipendium des Ministeriums für Kultur und Wissenschaft NRW
- 2014: Preisträger im Lyrik-Wettbewerb postpoetry.NRW
- 2013: Werkstattpreis, Literatur-Atelier Köln

## Publikationen

### Bücher
- finderlohn. Gedichte. tauland, Köln 2011. Überarbeitete Neuausgabe als Nr. 0 in der editionHELLOPOETRY!, tauland, Köln 2024.
- finderlohn. Literatur-Automat. Hrsg. von Christine Brinkmann, Zakk Düsseldorf 2013.
- das halten der asche. Gedichte. Parasitenpresse, Köln 2014.
- Shooting Stars. Gedichte. Elif Verlag, Nettetal 2015.
- Aufwachräume. Gedichte. Parasitenpresse, Köln 2017.
- bewegliche ziele. Gedichte. Corvinus Presse, Berlin 2019.
- Es wird niemals Tag im Bada Bing. 86 Strophen auf die Sopranos. Moloko+, Schönebeck 2020.
- Erzählen von Walen. Gedichte. Elif Verlag, Nettetal 2021.
- Solo für Phyllis. Weissmann Verlag, Köln 2022.
- Gute Neuigkeiten. Lyrik-Edition Rheinland, Band 7, Edition Virgines, Düsseldorf 2023.
- Firnis & Revolte. Gedichte. Corvinus Presse, Berlin 2024.

### Anthologien (Auswahl)
- Junge Lyrik III – 50 Dichterinnen und Dichter. Anthologie. Martin Werhand Verlag, Melsbach 2002, ISBN 3-9806390-3-7.
- Wortlese. Gedichte. Anthologie, Dorante Edition. Engelsdorfer, Berlin 2006, ISBN 3-939144-93-2.
- Die Literareon Lyrik-Bibliothek. Band 7. Anthologie. Herbert Utz Verlag, München 2007, ISBN 978-3-8316-1317-5.
- Ragufeng: Blütenlese aus zwei Jahren pussy-Salon. Anthologie. tauland, Köln 2012, ISBN 978-3-9814090-2-4.
- Wohin dein Herz dich trägt – Glück. Eine literarische Reise. Anthologie. Verlag Herder, Freiburg 2012, ISBN 978-3-451-06471-5.
- Mein wilder Traum gegen die Zeit. Anthologie. Elif Verlag, Nettetal 2013, ISBN 978-3-9816147-8-7.
- Versnetze_sieben. Deutschsprachige Lyrik der Gegenwart. Verlag Ralf Liebe, Weilerswist 2014, ISBN 978-3-522-50193-4.
- Mein wilder Kampf gegen die Angst. Anthologie. Elif Verlag, Nettetal 2015, ISBN 978-3-9816147-4-9.
- Jahrbuch der Lyrik 2015. Anthologie. dva, München 2015, ISBN 978-3-421-04612-3.
- Monika Littau (Hrsg.): postpoetry NRW. Poesiebotschaften aus fünf Jahren. Edition Virgines, Düsseldorf 2015, ISBN 978-3-944011-39-4.
- Axel Kutsch (Hrsg.): Versnetze_acht. Deutschsprachige Lyrik der Gegenwart. Verlag Ralf Liebe, Weilerswist 2015, ISBN 978-3-944566-47-4.
- Axel Kutsch (Hrsg.): Versnetze_neun. Deutschsprachige Lyrik der Gegenwart. Verlag Ralf Liebe, Weilerswist 2016, ISBN 978-3-944566-58-0.
- Axel Kutsch (Hrsg.): Versnetze_zehn. Deutschsprachige Lyrik der Gegenwart. Verlag Ralf Liebe, Weilerswist 2017, ISBN 978-3-944566-71-9.
- Axel Kutsch (Hrsg.): Versnetze_elf. Deutschsprachige Lyrik der Gegenwart. Verlag Ralf Liebe, Weilerswist 2018, ISBN 978-3-944566-80-1.
- Almut Armelin (Hrsg.): Wenn wir den Atem anhalten, Ulrich-Grasnick-Lyrikpreis. Quintus, Berlin 2018, ISBN 978-3-947215-37-9.
- Axel Kutsch (Hrsg.): Versnetze_zwölf. Deutschsprachige Lyrik der Gegenwart. Verlag Ralf Liebe, Weilerswist 2019, ISBN 978-3-944566-90-0.
- Fouad EL-Auwad (Hrsg.): Hörst du das Licht. Gedichte, deutsch / arabisch. BOD, Norderstedt 2019, ISBN 978-3-7481-1162-7.
- Wolfgang Schiffer (Hrsg.): Cinema. Lyrikanthologie. Elif-Verlag, Köln 2019, ISBN 978-3-946989-19-6.
- Peter Rosenthal (Hrsg.): Nachts nicht weit von wo. Weissmann Verlag, Köln 2019, ISBN 978-3-00-064460-3.
- Green Kill. Free Poetry and Art. 14 poems & one drawing by O. Dzhurayeva. New York (USA), 2020.
- SCHLIFF No.11 / Utopie. edition text + kritik, Köln & München 2020.
- Hendrik Liersch: Body & Soul. Berlin Artist Magazine. Corvinus Presse, Berlin 2020.
- Axel Kutsch (Hrsg.): Versnetze_dreizehn. Deutschsprachige Lyrik der Gegenwart. Verlag Ralf Liebe, Weilerswist 2020.
- Axel Kutsch (Hrsg.): Versnetze_fünfzehn. Deutschsprachige Lyrik der Gegenwart. Verlag Ralf Liebe, Weilerswist 2022.
- Sabine Schiffner, Amir Shaheen, Markus Peters (Hrsg.): Und kein Gedicht will Abschied von dir nehmen, Verlag Ralf Liebe, Weilerswist 2024.
- Wolfgang Allinger (Hrsg.): WORTSCHAU Nr. 43, Düsseldorf 2024.
- Ronald Grätz (Hg.): LAMEBA. Stadtlesebuch mein Barcelona, (deutsch/katalanisch/spanisch), edition esefeld & traub, Stuttgart 2024.

## Herausgaben
- Katharina Hartwell, Kathrin Schadt u. a.: Grenzüberschreitungen. 7 Kurzgeschichten. tauland, Köln 2010.
- Sonja Breker: Einen Faden entlanggehen. Gedichte. editionHELLOPOETRY!, tauland, Köln 2014.
- Tina I. Maria Gintrowski: Jupiter. Neue Weltansichten und Milchstraßeneis. Gedichte. editionHELLOPOETRY!, tauland, Köln 2015.
- Peter Rosenthal: 33 Gedichte. editionHELLOPOETRY!, tauland, Köln 2016.
- Undine Materni: Wünschen und Wollen. editionHELLOPOETRY!, tauland, Köln 2018 (2. Auflage 2019).
- Ernst Christoph Cohnen: Was bleibt fürs Erste. editionHELLOPOETRY!, tauland, Köln 2023.
- Tina I. Maria Gintrowski: DESPERANGSTO LOVE AND ICH. Poemas und andere Zustände. editionHELLOPOETRY!, tauland, Köln 2024.